# Выборы в Сенат США (2020)
Выборы в Сенат США в 2020 году — выборы в верхнюю палату Конгресса Соединённых Штатов Америки, состоялись 3 ноября 2020 года, в ходе которых распределились 35 мест из 100. В тот же день прошли и другие выборы, в том числе Выборы в Палату представителей США, а также Выборы президента США, множество других выборов (см. статью Выборы в США (2020)).

## Общие сведения
Переизбираются сенаторы 2 класса — от штатов Алабама, Аляска, Аризона, Арканзас, Колорадо, Делавер, Джорджия регулярные и специальные, Айдахо, Иллинойс, Айова, Канзас, Кентукки, Луизиана, Мэн, Массачусетс, Мичиган, Миннесота, Миссисипи, Монтана, Небраска, Нью-Гемпшир, Нью-Джерси, Нью-Мексико, Северная Каролина, Оклахома, Орегон, Род-Айленд, Южная Каролина, Южная Дакота, Теннесси, Техас, Виргиния, Западная Виргиния, Вайоминг. Победители будут избраны на шестилетний срок с 3 января 2021 по 3 января 2027 года. Из них выборы в Аризоне и выборы в Джорджии являются специальными из-за смерти Джона Маккейна и отставки Джонни Айзаксона по состоянию здоровья.
С 2014 года большинство в Сенате 114-го созыва Конгресса (3 января 2015 — 3 января 2017) принадлежало Республиканской партии — 53 места из 100. Среди сенаторов 2 класса было 12 представителей Демократической партии, 2 независимых, и 23 — представителей Республиканской партии.
В штате Джорджия в первом туре выборов 3 ноября 2020 года ни один из кандидатов не смог набрать абсолютного большинства голосов. В результате был назначен второй тур. Он прошёл 5 января 2021 года. В нём победили кандидаты от Демократической партии Джон Оссофф и Рафаэль Уорнок. В результате у демократов будет в Сенате 50 голосов из 100. По должности председателем Сената является вице-президент США. В случае, если голоса разделяются ровно пополам, председатель имеет решающий голос. Поэтому, так как вице-президентом избрана Камала Харрис, то у демократов будет преимущество при голосовании и контроль над Сенатом.

## Результаты
| Штат                            | Действующий сенатор | Победитель выборов |
| ------------------------------- | ------------------- | ------------------ |
| Алабама                         | Даг Джонс           | Томми Табервилл    |
| Аляска                          | Дэн Салливан        | Переизбран         |
| Аризона (специальные довыборы)  | Марта Максалли      | Марк Эдвард Келли  |
| Арканзас                        | Том Коттон          | Переизбран         |
| Колорадо                        | Кори Гарднер        | Джон Хикенлупер    |
| Делавэр                         | Крис Кунс           | Переизбран         |
| Джорджия                        | Дэвид Пердью        | Джон Оссофф        |
| Джорджия (специальные довыборы) | Келли Леффлер       | Рафаэль Уорнок     |
| Айдахо                          | Джим Риш            | Переизбран         |
| Иллинойс                        | Дик Дурбин          | Переизбран         |
| Айова                           | Джони Эрнст         | Переизбрана        |
| Канзас                          | Пэт Робертс         | Роджер Маршалл     |
| Кентукки                        | Митч Макконнелл     | Переизбран         |
| Луизиана                        | Билл Кэссиди        | Переизбран         |
| Мэн                             | Сьюзан Коллинз      | Переизбрана        |
| Массачусетс                     | Эдвард Марки        | Переизбран         |
| Мичиган                         | Гэри Питерс         | Переизбран         |
| Миннесота                       | Тина Смит           | Переизбрана        |
| Миссисипи                       | Синди Хайд-Смит     | Переизбрана        |
| Монтана                         | Стив Дэйнс          | Переизбран         |
| Небраска                        | Бен Сасс            | Переизбран         |
| Нью-Гэмпшир                     | Джинн Шейхин        | Переизбрана        |
| Нью-Джерси                      | Кори Букер          | Переизбран         |
| Нью-Мексико                     | Том Юдалл           | Бен Рэй Лухан      |
| Северная Каролина               | Том Тиллис          | Переизбран         |
| Оклахома                        | Джим Инхоф          | Переизбран         |
| Орегон                          | Джефф Мёркли        | Переизбран         |
| Род-Айленд                      | Джек Рид            | Переизбран         |
| Южная Каролина                  | Линдси Грэм         | Переизбран         |
| Южная Дакота                    | Майкл Раундз        | Переизбран         |
| Теннесси                        | Ламар Александер    | Уильям Хагерти     |
| Техас                           | Джон Корнин         | Переизбран         |
| Виргиния                        | Марк Уорнер         | Переизбран         |
| Западная Виргиния               | Шелли Мур Капито    | Переизбрана        |
| Вайоминг                        | Майк Энзи           | Синтия Ламмис      |